# Compliqué
Singles de Dadju
Sans thème (Remix)
(2018) Ma vie
(2019)
Clip vidéo
[vidéo] « Compliqué », sur YouTube
Compliqué est une chanson de Dadju extraite de son album Poison ou Antidote. Elle est sortie en single le 28 juin 2019 sur le label Polydor et a été produite par MKL.

## Clip vidéo
Le clip sort le 7 août 2019,,,,.

## Classements et certifications

### Classements
| Classement (2019)                       | Meilleure position |
| --------------------------------------- | ------------------ |
| Belgique (Wallonie Ultratop 50 Singles) | 41                 |
| France (SNEP)                           | 6                  |
| Suisse (Schweizer Hitparade)            | 86                 |

### Certification
| Région                                                                                                 | Certification | Ventes/Streams |
| --- | ------------- | -------------- |
| France (SNEP)                                                                                          | Diamant       | 50 000 000*    |
| *Ventes selon la certification ^Mise en rayon selon la certification xNon précisé par la certification |               |                |